# Chapin Mesa Archeological Museum
Le Chapin Mesa Archeological Museum est un musée archéologique américain situé dans le comté de Montezuma, au Colorado. Protégé au sein du parc national de Mesa Verde, ce bâtiment construit dans l'architecture Pueblo Revival et le style rustique du National Park Service fait partie du Mesa Verde Administrative District, un National Historic Landmark depuis 1987.
À l'entrée se situe la plaque commémorant l'inscription du parc national au Patrimoine mondial, ainsi qu'une plaque Mather. À l'intérieur, ses collections comprennent notamment des dioramas réalisés avec minutie par le Civilian Conservation Corps. Derrière l'édifice, enfin, se trouve le départ de plusieurs sentiers : le Petroglyph Point Trail, le Spruce Canyon Trail et le Spruce Tree House Trail, plus court, qui mène à la Spruce Tree House.